# Alcañiz
Alcañiz (aragónul Alcanyiz) település Spanyolországban, Teruel tartományban. Alcañiz Alcorisa, Andorra, Calanda, Castelserás, Mazaleón, Samper de Calanda, Valdealgorfa, Torrecilla de Alcañiz, Híjar, Escatrón, Caspe és Maella községekkel határos. Lakosainak száma 16 247 fő (2024).

## Népesség
A település lakosságának változását az alábbi diagram mutatja:
| Lakosok száma | 13 386 | 14 704 | 15 447 | 16 233 | 16 230 | 16 043 | 15 939 | 16 006 | 16 054 | 16 247 |
|               | 2001   | 2004   | 2006   | 2008   | 2015   | 2016   | 2018   | 2020   | 2022   | 2024   |